# 波形昭一
波形 昭一（なみかた しょういち、1941年5月9日 - 2020年12月12日）は、日本の経済学者、獨協大学名誉教授。

## 略歴
新潟県十日町市生まれ。1965年早稲田大学第一商学部卒業、1970年同大学大学院商学研究科博士課程満期修了、1987年「日本植民地金融政策史の研究」で商学博士（早稲田大学）。1970年獨協大学経済学部講師、1975年助教授、1982年教授。2012年定年、名誉教授。

## 著書
- 『日本植民地金融政策史の研究』早稲田大学出版部 1985

### 共編著
- 『史料経済調査会』渋谷隆一共編集 国書刊行会 経済政策史料集成 1987
- 『近代アジアの日本人経済団体』編著 同文館出版 1997
- 『近代日本の経済官僚』堀越芳昭共編著 日本経済評論社 2000
- 『社史で見る日本経済史 植民地編』木村健二,須永徳武共監修 全35巻 ゆまに書房 2001-04
- 『民間総督三好徳三郎と辻利茶舗』編著 日本図書センター 2002
- 『近代日本の経済官僚』堀越芳昭共編著 日本経済評論社 2004
- 『近代日本金融史文献資料集成』第38-44巻 渋谷隆一,麻島昭一監修 高嶋雅明共編 日本図書センター 2005

## 論文
- 波形昭一